# Stefan Hellberg
Stefan Hellberg, född 20 november 1955 i Norrköping, är en svensk fotbollstränare. 

## Tränarkarriär
Hellberg vann SM-guld med IFK Norrköping som assisterande tränare till Kent Karlsson 1989. Efter säsongen 1990 lämnade han klubben och 1991–2002 var han huvudtränare i IF Sylvia och förde laget från division 3 till Superettan. Därefter gick han tillbaka till IFK Norrköping, och sommaren 2003 tog han över som huvudtränare för klubben efter att Håkan Ericson fått sparken. Sommaren 2005 valde Hellberg dock att sluta efter en period med svaga resultat.
Han återvände sedan till Sylvia, där han först var sportchef och sedan återigen tränare. Inför säsongen 2009 blev han på nytt assisterade tränare i IFK Norrköping. 2015 vann han för andra gången SM-guld med IFK Norrköping, nu som assisterande tränare till Janne Andersson.
Den 12 december 2020 lämnade han IFK Norrköping i protest mot klubbens styrelse.

## Familj
Stefan Hellberg är far till fotbollstränaren Kim Hellberg.